# 1428 Mombasa
1428 Mombasa eller 1937 NO är en asteroid i huvudbältet som upptäcktes 5 juli 1937 av den sydafrikanske astronomen Cyril V. Jackson i Johannesburg. Den har fått sitt namn efter staden Mombasa i Kenya.
Asteroiden har en diameter på ungefär 52 kilometer.